# Lederer Sándor (műgyűjtő)
Lederer Sándor (Pest, 1854. április 15. – Pusztatenyő, 1924. október 3.) művészeti író és gyűjtő, mérnök, nagybirtokos.

## Életútja
Lederer Bernát kereskedő, földbirtokos és Sváb (Schwab) Mária fia, Lederer Béla politikai író és Lederer Rudolf zenetörténész és mecénás testvérbátyja. A zürichi műegyetemen mérnöki oklevelet szerzett és utána aktív részt vett a szentgotthárdi vasút nyomjelzési munkálataiban. Érdeklődése később a festészet, a műtárgyak felé fordult. A neves olasz művészettörténésznél, Giovanni Morellinél tanult, akinek átvette stíluskritikai módszerét. Már ötvenéves elmúlt, amikor a Szépművészeti Múzeum északolasz mesterműveiről szóló első tanulmánya megjelent.
Az olasz festészet egyik legkiválóbb ismerője volt. Értékes stíluskritikai tanulmányokat írt magyar és olasz folyóiratokban. Mint gyűjtő a tudós író-gyűjtők fajtájához tartozott, főleg olasz, flamand és holland képeket gyűjtött. Gyűjteményének legértékesebb darabja volt Sodorna Lukréciája, amelyet már Vasari is említ a festő életrajzában. Értékes magángyűjteményét Diner-Dénes József, a kor neves művészettörténésze ismertette a Művészet című folyóiratban. A gyűjtemény darabjai több kiállításon is szerepeltek, a Nemzeti Szalon 1937-1938-as Régi olasz mesterek című kiállításán egy külön teremben kaptak helyet. Az Országos Magyar Képzőművészeti Társulat választmányi tagja volt. 1923-ban a Magyar Történelmi Társulat tagja lett.
1924-ben hunyt el Pusztatenyőn agyvérzésben. Felesége szegvári Lázár Ilona volt. Férje emlékére özvegye 10 millió koronás külföldi utazási ösztöndíjat alapított, amelyet a Szinyei Társaság első alkalommal 1925. márciusban Varga Nándor Lajosnak adományozott. Halála után, még életében tett kívánságának megfelelően magángyűjteményéből a régi olasz művészet kutatói számára hasznos mintegy 700 darab fényképet és 350 darab kiadványt adományozott özvegye a Szépművészeti Múzeumnak.

## Publikációi
- szerk.: Petrovics Elek: Lederer Sándor: A Szépművészeti Múzeum firenzei trecento-képei, Az Országos Magyar Szépművészeti Múzeum évkönyvei 1.. Budapest: Országos Magyar Szépművészeti Múzeum, 18–39. o. (1918). Hozzáférés ideje: 2016. november 5.
- szerk.: Petrovics Elek: Lederer Sándor: Sodoma Lukrécia-képeiről, Az Országos Magyar Szépművészeti Múzeum évkönyvei 2.. Budapest: Országos Magyar Szépművészeti Múzeum, 41–56. o. (1919). Hozzáférés ideje: 2016. november 5.
- szerk.: Petrovics Elek: Lederer Sándor: Piero di Cosimo egy fel nem ismert képe, Az Országos Magyar Szépművészeti Múzeum évkönyvei 3.. Budapest: Országos Magyar Szépművészeti Múzeum, 9–16. o. (1924). Hozzáférés ideje: 2016. november 5.
- Lederer Sándor (1906). „A Szépművészeti Múzeum olasz mesterei I. A velencei festők 1. rész”. Művészet 5 (3), 177–210.. o. (Hozzáférés: 2016. november 5.)
- Lederer Sándor (1906). „A Szépművészeti Múzeum olasz mesterei I. A velencei festők 2. rész”. Művészet 5 (4), 259–278.. o. (Hozzáférés: 2016. november 6.)
- Lederer Sándor (1906). „A Szépművészeti Múzeum olasz mesterei I. A velencei festők 3. rész”. Művészet 5 (5), 311–336.. o. (Hozzáférés: 2016. november 6.)
- Lederer Sándor (1906). „A Szépművészeti Múzeum olasz mesterei I. A velencei festők 4. rész”. Művészet 5 (6), 391–416.. o. (Hozzáférés: 2016. november 6.)
- Lederer Sándor (1907). „A Szépművészeti Múzeum olasz mesterei 2. A milánói iskola és Leonardo da Vinci 1. rész”. Művészet 6 (6.), 305–323.. o. (Hozzáférés: 2016. november 5.)
- Lederer Sándor (1907). „A Szépművészeti Múzeum olasz mesterei 2. A milánói iskola és Leonardo da Vinci 2. rész”. Művészet 6 (6.), 387–408.. o. (Hozzáférés: 2016. november 6.)
- Lederer Sándor (1921). „Greco sz. Magdolnája a Szépművészeti Múzeumban,”. A Műbarát (1), 241–248.. o.